# Volvi
Volvi (grčki:Λίμνη Βόλβη / Limni Vólvi) je drugo po veličini jezero u Grčkoj. Nalazi se u istočnom dijelu Prefekture Solun,  istočno od jezera Koronia, na korijenu poluotoka Halkidikija.  Većina jezera pripada istoimenoj općini Volvi, dok samo mali sjeverni dio jezera pripada općini Langadas.
Obuhvaća površinu od 70,3 četvornih kilometara s maksimalnom dužinom od 21,5 i širinom od 6,7 kilometara, te maksimalnom dubinom od 20 metara. Nalazi se na nadmorskoj visini od 37 metara udaljen je od Egejskog mora manje od deset kilometara zračne linije.
Nova autocesta Via Egnatia prolazi uz sjevernu obalu jezera, dok je stara cesta vodila duž južne strane. 
Prije otprilike milijun godina, jezera Volvi i Koronia te cijela Migdonija činili su jedno veliko jezero.

## Vanjske poveznice
- Članak o jezeru Volvi, s fotografijama.